# Прапор міста Косова
Прапор Ко́сова — прапор міста Косів Івано-Франківської області, один з його офіційних символів. Затверджений 13 листопада 1991 р. рішенням Косівської міської ради.
Автори проєкту прапора — Андрій Гречило та Іван Сварник.

## Опис
Квадратне полотнище, на зеленому тлі жовта тризрубна гуцульська церква, із верхнього та нижнього країв йдуть горизонтальні жовті лиштви (ширина лиштви рівна 1/10 сторони прапора).

### Зміст
Гуцульська церква символізує Косів як історичний та духовний центр Гуцульщини. Золота барва – відповідник багатства та добробуту, а зелена – відображає щедрі карпатські ліси, серед яких виникло й виросло місто.